# Cézar Torres
Cézar Torres (Campo Largo, 23 de agosto de 1871 – Curitiba, 3 de outubro de 1943) foi um farmacêutico, Coronel (da Guarda Nacional) e político brasileiro.

## Biografia
Formou-se em farmácia e abriu um estabelecimento farmacêutico em sua cidade natal, tornando-se, ali, coronel da antiga Guarda Nacional com nomeação em pleno regime republicano. O oficialato nesta força paramilitar brasileira foi uma herança do seu pai, o também coronel da "guarda" José de Almeida Torres. Além do oficialato, Cézar herdou do seu pai o legado político e a presidência do diretório local do Partido Republicano Paranaense.
Pelo PRP, Cézar foi o mandatário da cidade de Campo Largo por longos anos. Iniciou como camarista, foi presidente da Câmara e prefeito municipal, de meados da década de 1910 até 7 de outubro de 1930. 
Exercendo o cargo eletivo municipal, acumulou uma vaga na Assembléia Legislativa como deputado estadual, sendo eleito em 1920 e reeleito em quatro biênios consecutivos até o final do ano de 1929. Nesta casa foi integrante da mesa executiva, exercendo o cargo de 2° secretário já no primeiro mandato e participando de comissões permanentes, como da Higiene (no biênio 1924/25)  e das Câmaras Municipais (no biênio 1928/29).

### Falecimento e homenagem
Cézar Torres faleceu na capital paranaense no dia 3 de outubro de 1943.
Como forma de homenagear a memória desta figura humanitária que a todos atendia com a máxima solicitude, a cidade de Campo Largo batizou uma de suas vias com o nome de Avenida Cel. Cezar Torres.